# Пєнкіна Світлана Олександрівна
Світлана Олександрівна Пєнкіна (6 червня 1951 — 20 жовтня 2016) — радянська кіноактриса.

## Життєпис
Народилася в родині військового і вчительки. Закінчила Білоруський державний театрально-мистецький інститут (нині Білоруська державна академія мистецтв) в Мінську.
Стала відомою після зйомок в радянському 13-серійному телефільмі «Ходіння по муках» за однойменною трилогією Олексія Толстого, в якому, як у своїй дипломній роботі, зіграла роль Каті Булавіної.
Знялася на Одеській кіностудії в картині «Бережіть жінок» (1981).
Вдова засновника ансамблю «Пісняри» Володимира Мулявіна, за якого вийшла заміж 1981 року. 1982 року у них народився син Валерій.
Про смерть актриси стало відомо 20 жовтня 2016 року.

## Фільмографія
- 1971: «Могила лева» — епізод
- 1972: «День моїх синів» — Сєрова, пацієнтка
- 1974: «Колір золота» — Зоя
- 1977: «Ходіння по муках» — Катя Булавіна
- 1977: «А у нас була тиша...» — Густенька Дроздова
- 1977: «Пил під сонцем» — Анна
- 1978: «Наказ номер один» (фільм-спектакль) — Орлова
- 1981: «Бережіть жінок» — Оля
- 1982: «Сонячний вітер» — Ліда, співробітниця Чебишева
- 1985: «Прийдешньому віку» — Віка, секретар